# بيري أوينز
بيري أوينز (بالإنجليزية: Commodore Perry Owens)‏ هو راعي البقر أمريكي، ولد في 29 يوليو 1852 في مقاطعة هوكينز في الولايات المتحدة، وتوفي في 10 مايو 1919 في سيليغمان في الولايات المتحدة.